# Williamson (Virginia Occidental)
Williamson es una ciudad ubicada en el condado de Mingo en el estado estadounidense de Virginia Occidental. En el Censo de 2010 tenía una población de 3191 habitantes y una densidad poblacional de 377,81 personas por km².

## Geografía

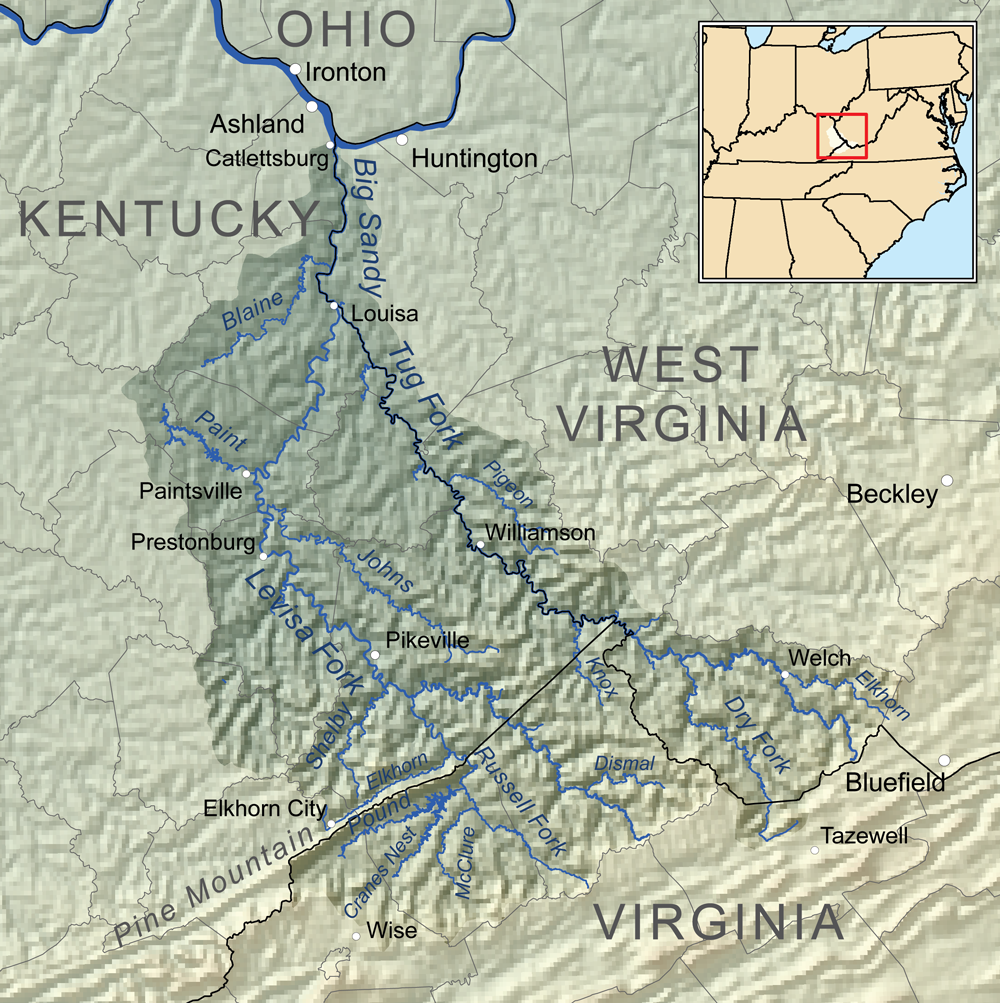
Mapa del río Big Sandy en el que aparece Williamson en el centro

Williamson se encuentra ubicada en las coordenadas 37°40′27″N 82°16′16″O / 37.67417, -82.27111, a la orilla del río Tug Fork —que la separa de Kentucky—, una de las fuentes del río Big Sandy, que es afluente del río Ohio, que a su vez lo es del Misisipi. Según la Oficina del Censo de los Estados Unidos, Williamson tiene una superficie total de 8.45 km², de la cual 8.45 km² corresponden a tierra firme y (0%) 0 km² es agua.

## Demografía
Según el censo de 2010, había 3191 personas residiendo en Williamson. La densidad de población era de 377,81 hab./km². De los 3191 habitantes, Williamson estaba compuesto por el 87.28% blancos, el 9.37% eran afroamericanos, el 0.16% eran amerindios, el 0.81% eran asiáticos, el 0% eran isleños del Pacífico, el 0.06% eran de otras razas y el 2.32% pertenecían a dos o más razas. Del total de la población el 0.75% eran hispanos o latinos de cualquier raza.